# McLaren 570S
De McLaren 570S is een sportauto van de Britse autofabrikant McLaren Automotive. De auto werd voor het eerst getoond tijdens de New York International Auto Show in 2015. De motor is een aangepaste versie van de V8 die gebruikt wordt in de 650S en de P1.